# Maxwell Jenkins
Pour les articles homonymes, voir Jenkins.
Maxwell Jenkins, né le 3 mai 2005 à Chicago, dans l'Illinois, est un acteur et musicien américain. 
Il est notamment connu pour avoir tenu le rôle de Will Robinson dans le remake de la série télévisée Perdus dans l'espace.

## Biographie

### Jeunesse et formations
À l’âge de trois ans, Maxwell Jenkins se voit entraîné par ses parents, Jeff Jenkins et Julie Greenberg, cofondateurs du Midnight Circus de Chicago. À l’âge de cinq ans, il commence à participer aux numéros de jonglerie, d’équilibrisme et à jouer de la mandoline, il y développe rapidement des velléités pour la comédie.

### Carrière
En 2013, à l’âge de huit ans, Maxwell Jenkins fait ses premiers pas sur un plateau de cinéma à la série télévisée Betrayal.
En 2015, il apparaît dans un épisode de NCIS : Nouvelle-Orléans (NCIS: New Orleans). Dans la même année, il prête ses traits au jeune personnage Will Gorski dans Sense8.
En 2016, il tient un rôle dans deux épisodes de Chicago Fire. Il rentre dans le monde cinématographique : il est le jeune Owen dans Popstar: Célèbre à tout prix (Popstar: Never Stop Never Stopping) d’Akiva Schaffer et Jorma Taccone, aux côtés d’Andy Samberg et le fils malade d’un riche homme d’affaires, incarné par Gerard Butler, dans Last Call (A Family Man) de Mark Williams.
En 2018, Netflix lui offre son premier rôle principal qu’est Will Robinson dans Perdus dans l'espace (Lost In Space).

### Vie personnelle
En 2020, Maxwell Jenkins a été récompensé pour ses diverses contributions à des œuvres de charité et à la communauté et qui par la même occasion a reçu le prix du leadership communautaire de la Young Artist Academy.

## Filmographie

### Films
- 2015 : Consumed de Daryl Wein : Tommy Kessler
- 2016 : Popstar : Célèbre à tout prix (Popstar: Never Stop Never Stopping) d’Akiva Schaffer et Jorma Taccone : Owen, dix ans
- 2016 : Last Call (A Family Man) de Mark Williams : Ryan Jensen
- 2020 : Joe Bell de Reinaldo Marcus Green : Joseph Bell
- 2024 : Arcadian de Benjamin Brewer : Thomas

### Séries télévisées
- 2013-2014 : Betrayal : Oliver (12 épisodes)
- 2015 : NCIS : Nouvelle-Orléans (NCIS: New Orleans) : Ryan Griggs (saison 2, épisode 4 : I Do)
- 2015-2017 : Sense8 : Will Gorski, jeune (5 épisodes)
- 2016 : Chicago Fire : J.J. (2 épisodes)
- 2018-2021 : Perdus dans l'espace (Lost in Space) : Will Robinson (28 épisodes) (3 saisons)
- 2021 : Chicago Med : EJ Daniels (saison 7, épisode 7 : A Square Peg in a Round Hole)
- 2022 : Reacher : Jack Reacher, jeune
- 2023 : Dear Edward : Jordan
- 2025 : The Bondsman (mini-série) : Cade